# Titularbistum Phelbes
Phelbes (ital.: Felbes) ist ein ehemaliges Bistum der römisch-katholischen Kirche und heute ein Titularbistum, das der Kirchenprovinz Leontopolis angehörte.
Das Bistum gehörte zur gleichnamigen antiken Stadt in der römischen Provinz Aegyptus bzw. in der Spätantike Aegyptus Herculea und Augustamnica in Oberägypten.
| Titularbischöfe von Phelbes |                                     |                                                          |                    |                    |
| Nr.                         | Name                                | Amt                                                      | von                | bis                |
| 1                           | Henri van Schingen SJ               | Apostolischer Vikar von Koango o Kwango (Belgisch-Kongo) | 17. Dezember 1936  | 2. Juli 1954       |
| 2                           | Antoine Henri van den Hurk OFMCap   | Apostolischer Vikar von Medan (Indonesien)               | 1. Januar 1955     | 3. Januar 1961     |
| 3                           | Walmor Battú Wichrowski             | Weihbischof in Santa Maria (Brasilien)                   | 31. Mai 1961       | 27. Mai 1971       |
| 4                           | Walmor Battú Wichrowski             | Altbischof von Cruz Alta (Brasilien)                     | 16. November 1972  | 31. Oktober 2001   |
| 5                           | Airton José dos Santos              | Weihbischof in Santo André (Brasilien)                   | 19. Dezember 2001  | 4. August 2004     |
| 6                           | Javier Del Río Alba                 | Weihbischof in Callao (Peru)                             | 12. Oktober 2004   | 11. Juli 2006      |
| 7                           | Janusz Kaleta                       | Apostolischer Administrator von Atyrau (Kasachstan)      | 15. September 2006 | 5. Februar 2011    |
| 8                           | Daniel Fernando Sturla Berhouet SDB | Weihbischof in Montevideo (Uruguay)                      | 10. Dezember 2011  | 11. Februar 2014   |
| 9                           | Jorge Ángel Saldía Pedraza OP       | Weihbischof in La Paz (Bolivien)                         | 25. März 2014      | 11. Oktober 2019   |
| 10                          | Alberto Figueroa Morales            | Weihbischof in San Juan de Puerto Rico (Puerto Rico)     | 19. November 2019  | 14. September 2022 |
| 11                          | Ángel Maximiliano Ordoñez Sigcho    | Weihbischof in Quito (Ecuador)                           | 17. Oktober 2022   |                    |